# Distrito de Molinos
El Distrito de Molinos es una subdivisión administrativa de la provincia de Jauja, ubicada en el Departamento de Junín, Perú. Según el censo de 2017, tiene una población de 1573 habitantes.
Dentro de la división eclesiástica de la Iglesia Católica del Perú, pertenece a la Vicaría IV de la Arquidiócesis de Huancayo

## Historia
Molinos, como su nombre lo indica, era el lugar donde antiguamente se molían diversos tipos de granos. Como se deduce, la principal actividad económica era regida por los diferentes molinos que en la zona se erigieron, desde los tiempos coloniales, hasta mediados del siglo XX, cuando supuestamente la actividad molinera se “modernizó” con la llegada de la luz eléctrica, lo que trajo como consecuencia el declive de los antiguos molinos. 
Fue reconocido como comunidad campesina el 1 de marzo de 1936 y como distrito fue creado el 1 de septiembre de 1956 por Ley N.º 12535, en el segundo gobierno del Presidente Manuel Prado Ugarteche.
Molinos también es conocido por un enfrentamiento que tuvo lugar entre una columna del  Movimiento Revolucionario Túpac Amaru MRTA y miembros del Ejército peruano el 28 de abril de 1989. La cifra de muertos nunca se supo.

## Geografía
Se encuentra ubicado al este de la ciudad de Jauja, en el Perú. Se llega por la carretera que va a Huertas-Molinos- Julcan - Masma, en las coordenadas Lat..11°44'00" , long 75°26'37"   a una altitud de 3430 m s. n. m. Por este distrito cruza el río Molinos de norte a sur. Tiene 3 anexos: Quero, Curimarca y Paltay. 
Tiene una superficie de 312,17 km².

## Límites y accesos
Molinos se encuentra a 7  km de distancia de la ciudad de Jauja. Se llega por la carretera que va a Huertas-Molinos- Julcan - Masma y limita:
- Por el norte con el Distrito de Monobamba
- Por el este a los distritos de Distrito de Masma Chicche y Apata
- Por el oeste con los distritos de Yauli y Ricrán
- Por el sur con los distritos de Huertas y Julcán.

## Autoridades

### Municipales
- 2015 - 2018[4]
  - Alcalde: Angel Moisés Huamán Mucha, Movimiento Juntos por Junín (N).
  - Regidores: Aydee Bertha Huamán León (N), Rubén Blas Baldeón Bernabé (N), Humberto Flavio Collachagua Ramón (N), Efer Inga Cárdenas (N), Rolando Teodoro Salazar Romero (Acción Popular).
- 2011-2014[5][6]
  - Alcalde: Angel Moisés Huamán Mucha, Movimiento político regional Perú Libre (PL).
  - Regidores: Luz Marleny Álvarez Alcantara (PL), Santiago F. Inga Inga (PL), Lucila Zoraida Collachagua Ramón (PL), Delio Bernabé Inga (PL), Oscar Moreno Carrasco Cristóbal (Acción Popular).
- 2007-2010
  - Alcalde: César Roberto López Sánchez.

### Policiales
- Comisaría de Jauja
  - Comisario: Cmdte. PNP. Edson Hernán Cerrón Lazo.[7]

### Religiosas
- Arquidiócesis de Huancayo[8]
  - Arzobispo de Huancayo: Mons. Pedro Barreto Jimeno, SJ.
  - Vicario episcopal: Pbro. Hermann Josef Wendling SS.CC.
- Parroquia[9]
  - Párroco: Pbro. .

## Economía
Actualmente la actividad económica primordial de este distrito es la ganadería y sus derivados. Se producen queso, manjar blanco, yogur. También a lo largo del río Molinos se pueden encontrar una serie de piscigranjas especializadas en la crianza de truchas y varios apicultores. 
En artesanía destacan expertos talladores en madera pudiéndose mencionar entre ellos a Martín Peña, Félix González, Juan López, Raul Cotera, Edwin Rafael, entre otros.

## Turismo
Paisajes.-Este distrito se caracteriza por sus hermosos paisajes y quebradas donde existen frutos silvestres ( Tumbo, Guindas, Capuli, etc.)  y la famosa Colina Puyhuan, la cual es visitada continuamente (etimológicamente Puyhuan quiere decir “donde nace la vida”).
Recreos campestres.-Existen varios criaderos de truchas (Piscigranjas) y restaurantes campestres. 

## Festividades
- Enero: Adoración al Niño Jesús.[10]
- Octubre: Virgen del Rosario

En el mes de febrero y marzo se celebra los carnavales en los distintos barrios del distrito con trajes típicos, bailes costumbristas, y durante los cuales se disfruta de la exquisita gastronomía de la región central del Perú.
En el mes de mayo se celebran las fiestas religiosas de Fiesta de la Cruz de mayo, Corpus Christi, San Antonio y Corazón de Jesús, donde se danza la pandilla; en la fiesta de Santa Rosa, la Chunchada: y en su fiesta Patronal en honor a la Santísima Virgen del Rosario, la Tunantada (octubre).
En el solsticio del mes de junio (20 al 26) se celebra con gran fastuosidad la ceremonia incaica de agradecimiento al dios Inti (Sol) y a la Pachamama (Madre Tierra); en estas ceremonia participan todas las autoridades políticas, comunales, sus habitantes y visitantes. Comienza la ceremonia en la Plaza Principal de Molinos, todos los participantes se trasladan danzando a la cumbre del cerro de Puyhuan donde se realiza una ceremonia en la que los participantes reciben la energía cósmica que emana de esta cumbre, culminando así esta festividad.